# Себастьян Гольмен
Расмус Себастьян Гольмен (швед. Rasmus Sebastian Holmén, нар. 29 квітня 1992, Бурос, Швеція) — шведський футболіст, центральний захисник клубу «Ельфсборг».

## Ігрова кар'єра

### Клубна
Уродженець Буроса Себастьян Гольмен свою ігрову кар'єру починав у місцевому клубі «Ельфсборг», де з 2007 року грав у молодіжній команді. У квітні 2013 року він вперше зіграв в основі у матчі Аллсвенскан. А вже в липні того року Гольмен дебютував і у матчах кваліфікації Ліги Європи. Вже за рік своєю грою захисник допоміг клубу тріумфувати у розіграші Кубка Швеції.
На початку 2016 року Гольмен підписав контракт на 3,5 роки з московським «Динамо» і став першим скандинавським футболістом у складі московського клуба. За результатами того сезону «Динамо» вилетіло з РПЛ але Гольмен залишився в команді і через рік повернувся до еліти.
Влітку 2019 року Гольмен підписав дворічний контракт з нідерландським клубом «Віллем ІІ». Після чемпіонату Нідерландів, Гольмен ще один сезон грав у Туреччині - у клубі «Чайкур Різеспор».
Влітку 2022 року як вільний агент Гольмен повернувся до свого першого клуба - шведського «Ельфсборга».

### Збірна
У 2015 році Себастьян Гольмен брав участь у молодіжній першості Європи. На турнірі був запасним, не зігравши жодного матчу.
15 січня 2015 року Гольмен дебютував у складі національній збірній Швеції.

## Титули
Ельфсборг
 Переможець Кубка Швеції: 2013/14
Динамо (М)
- Переможець першості ФНЛ: 2016/17

Швеція (U-21)
 Чемпіон Європи: 2015

## Особисте життя
Себастьян молодший брат колишнього футболіста збірної Швеції Самуеля Гольмена.